# NGC 5899
NGC 5899 је спирална галаксија у сазвежђу Волар која се налази на NGC листи објеката дубоког неба.
Деклинација објекта је + 42° 2' 59" а ректасцензија 15h 15m 3,3s. Привидна величина (магнитуда) објекта NGC 5899 износи 11,8 а фотографска магнитуда 12,5. Налази се на удаљености од 39,8000 милиона парсека од Сунца. NGC 5899 је још познат и под ознакама UGC 9789, MCG 7-31-45, CGCG 221-43, IRAS 15132+4214, PGC 54428.